# Sozialmedizinisches Zentrum Floridsdorf – Krankenhaus und Geriatriezentrum

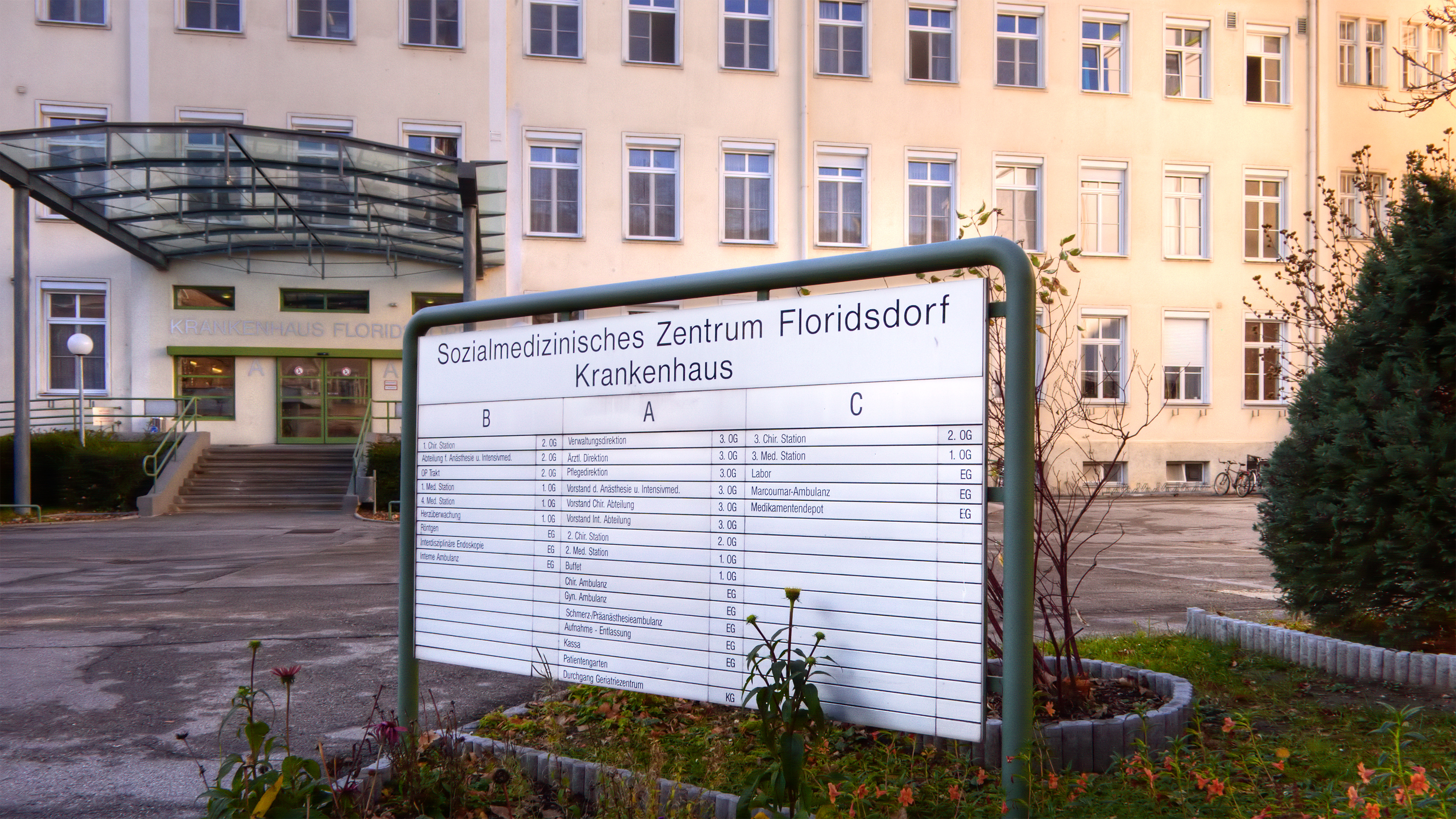
Sozialmedizinisches Zentrum

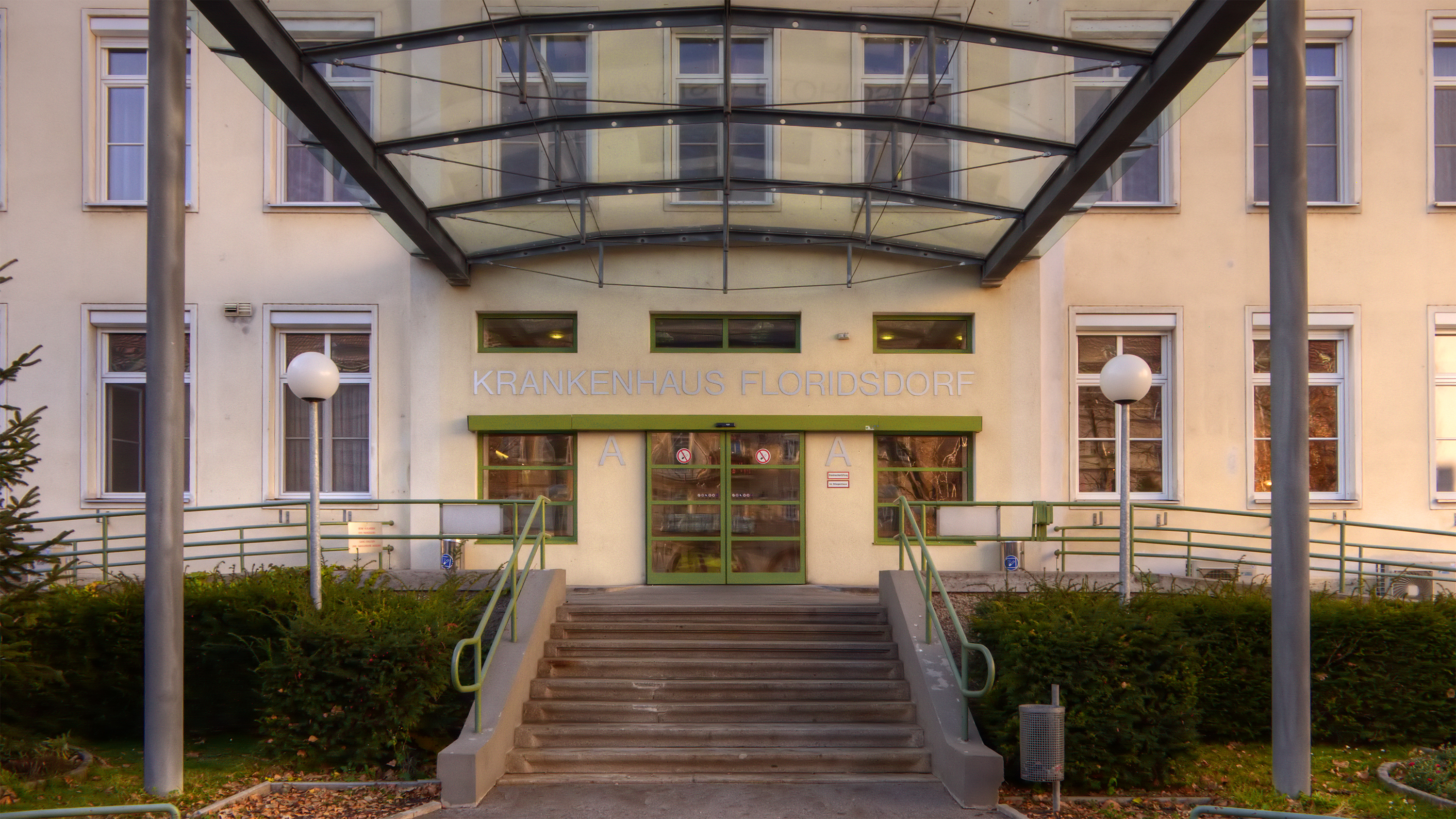
Haupteingang

Das Sozialmedizinische Zentrum Floridsdorf – Krankenhaus und Geriatriezentrum ist ein vom Wiener Gesundheitsverbund geführtes Geriatriezentrum in der Hinaysgasse 1 im 21. Gemeindebezirk Floridsdorf. Bis 2019 wurde an diesem Standort ein Krankenhaus betrieben, bis zur Übernahme dieser Funktion durch die heutige Klinik Floridsdorf.

## Geschichte
Das Floridsdorfer Krankenhaus war das erste Krankenhaus in den jenseits der Donau gelegenen Bezirken Floridsdorf und Donaustadt. Die Geschichte geht auf die in den Jahren 1907/1908 erbauten Bürgerschulen für Knaben (Kahlgasse 8) und Mädchen (Franklinstraße 45) zurück, die bis 1942 ihrem ursprünglichen Zweck entsprechend genutzt wurden.
1942 wurden die beiden Gebäude von der Stadt Wien als Hilfsspital eingerichtet, vor der Betriebsaufnahme allerdings von der Wehrmacht beschlagnahmt und als Lazarett verwendet. Nach einem Bombenangriff im November 1944, bei dem die Gebäude zum Teil zerstört oder schwer beschädigt wurden, gab das Militär die Gebäude frei.
Trotz der schweren Schäden folgte die Stadt Wien ihrem ursprünglichen Plan, hier ein Ausweichspital zu errichten, und nahm dieses unter der Leitung des Chirurgen Primarius Doktor Wolfgang Riese am 5. April 1945 in Betrieb. Besonders wichtig war dieses Spital für die Bewohner von Floridsdorf und Donaustadt, da es damals das einzige „transdanubische“ Krankenhaus Wiens war und im Rahmen der Schlacht um Wien mit Ausnahme der Reichsbrücke alle Donaubrücken gesprengt worden waren.
Am 6. Februar 1948 konnte ein neuer Operationssaal mit modernster Ausstattung in Betrieb genommen werden.
Die Grundsteinlegung für den zwischen 1954 und 1958 errichteten Mitteltrakt fand am 10. Mai 1954 in Anwesenheit von Bürgermeister Franz Jonas statt. Gleichzeitig wurde in der Franklinstraße ein Zubau errichtet.
Das Krankenhaus übersiedelte im Jahr 2019 in die damals als Krankenhaus Nord bezeichnete Klinik Floridsdorf um, der Krankenhaustrakt wurde nach der Übersiedelung zu einem Pflegeheim umgewandelt.

### Statistik
Im Jahr 2007 (2006) verfügte das Krankenhaus über 206 (214) Betten und 564 (535) Mitarbeiter, die 8.235 (8.242) stationäre Patienten und 25.012 (24.648) ambulante Fälle betreuten.

### Ausstattung
- Abteilungen:
Geriatriezentrum
Medizinische Abteilung
Chirurgische Abteilung
Abteilung für Anästhesie und Intensivmedizin
- Institute:
Zentrallabor
Institut für Röntgendiagnostik
- Ambulanzen:
Interdisziplinäre Endoskopie
Präanästhesieambulanz
Allgemeine Röntgenambulanz
Marcoumarambulanz
Physikalische Ambulanz
Gynäkologische Ambulanz
Schmerzambulanz
Interne Ambulanz
Chirurgische Ambulanz

## Aktuelle Nutzung als Geriatriezentrum

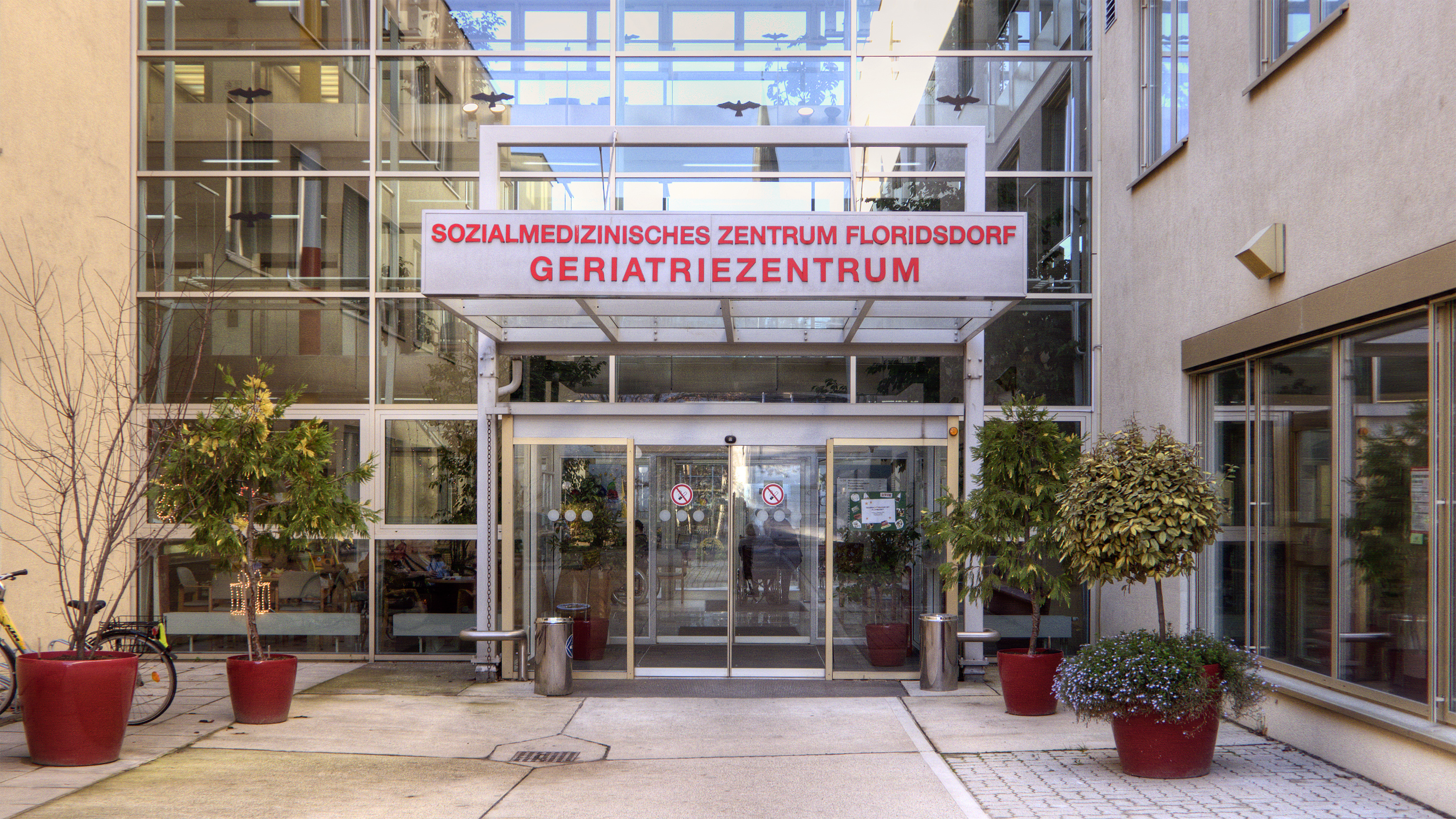
Geriatriezentrum, Eingang

Die Planungen für das Geriatriezentrum begannen Mitte der 1990er Jahre und am 21. Jänner 1999 fand der erste Spatenstich statt. Im Dezember 2000 wurde auf zwei Stationen des nach Plänen des Architekturbüros Riegler/Riewe errichteten Bauwerks der Probebetrieb aufgenommen, am 8. Jänner 2001 zogen hier die ersten Bewohner ein. Nachdem am 15. März 2001 die offizielle Eröffnungsfeier stattgefunden hatte, wurde im Mai desselben Jahres auf den fünf Stationen mit je 24 Betten (insgesamt 120 Betten) der Vollbetrieb aufgenommen.
- Tageszentrum für Senioren Floridsdorf, Geriatrische Tageszentren GmbH, Fonds Soziales Wien (FSW)

Dem Geriatriezentrum angeschlossen ist ein vom Fonds Soziales Wien betriebenes Tageszentrum für ältere und/oder behinderte Menschen, die in ihren eigenen Wohnungen leben, aber Betreuung benötigen. Ausgestattet ist dieses mit einem Speisesaal, einer Küche, einer Bibliothek und verschiedenen Werk- und Aufenthaltsräumen.